# Whopper
Le Whopper est un hamburger vendu par la chaîne de restauration rapide Burger King. Il est créé en 1957 par le fondateur de Burger King, James McLamore, et était alors vendu 37 cents. C'est le sandwich le plus célèbre de cette chaîne de restauration rapide.

## Description du produit
Le Whopper est un hamburger, consistant en un steak de bœuf haché de 110 grammes grillé à la flamme, avec de la mayonnaise, de la salade, deux rondelles de tomate, des rondelles de cornichon, du ketchup et trois rondelles d'oignon dans un pain non croustillant mais légèrement grillé et garni de graines de sésame. Des ingrédients optionnels, comme du fromage américain, du bacon (une fine tranche de lard salé grillée), de la moutarde, du guacamole ou des piments jalapeño peuvent être ajoutés à la demande. Des condiments régionaux et internationaux, comme la sauce barbecue (ou sauce BBQ) ou la salsa sont généralement disponibles aussi. Burger King ajoutera aussi tout autre ingrédient disponible à la demande du client, afin de faire valoir son traditionnel slogan "Have it Your Way" (Ayez-le à votre manière). Il est disponible avec une, deux ou trois tranches de bœuf grillé, ainsi qu'en plus petite version appelée le "Whopper Junior", et même sans viande pour le "Veggie Whopper". La franchise australienne, Hungry Jack's, appelle le burger végétarien le Veggie Whopper. Burger King a également vendu différentes variétés promotionnelles comme offres limitées en temps ("Limited Time Offerings" ou LTO). En ajoutant des hot dogs dans son menu en février 2016, Burger King commença à tester sa première variante majeure, appelée le Whopper Dog en mai de la même année dans différentes régions des États-Unis. Le nouveau sandwich était garni d'une saucisse de hot dog Oscar Mayer (célèbre fournisseur de hot-dogs aux États-Unis) grillée et de tous les ingrédients du Whopper,.

## Valeurs nutritionnelles
Valeurs nutritionnelles pour un Whopper vendu en Suisse d'après le site de Burger King Suisse(les valeurs par produit se trouvent sur le site, et les apports de références sont calculés d'après les directives de l'Union Européenne).
|                          | Par produit | Apport de référence (AR*) |
| ------------------------ | ----------- | ------------------------- |
| Énergie                  | 596,8 kCal  | 30 %                      |
| Matière grasse           | 33,4 g      | 48 %                      |
| dont acides gras saturés | 9,3 g       | 47 %                      |
| Glucides                 | 46,9 g      | 18 %                      |
| dont sucres              | 11,2 g      | 12 %                      |
| Fibres                   | 3,8 g       | -                         |
| Protéines                | 21,9 g      | 44 %                      |
| Sel                      | 2,5 g       | 50 %                      |

- correspond au pourcentage de l’apport de Référence quotidien pour un adulte type (8 400 kJ/2 000 kcal)

## Controverses
Le 12 avril 2017, Burger King met en ligne une vidéo publicitaire détournant les fonctionnalités de recherche vocale de  Google Home pour déclencher la lecture à haute voix du début de l'article de la Wikipédia anglophone sur le Whopper pendant le passage de la publicité à l'antenne. L'article Wikipédia a été modifié par un responsable marketing de la firme. Les éditions publicitaires sont supprimées en vertu des principes de Wikipédia envers la promotion et les conflits d'intérêts,. L'affaire déclenche une guerre d'édition sur la Wikipédia anglophone, l'article devenant la cible de vandalisme : les versions successives mentionnent en effet de la viande de rat et des rognures d'ongles parmi les ingrédients constitutifs du Whopper. L'article est ensuite placé en semi-protection pour empêcher les modifications indues.